# Portogallo ai Giochi della XV Olimpiade
Il Portogallo ha partecipato ai Giochi della XV Olimpiade, svoltisi ad Helsinki, dal 19 luglio al 3 agosto 1952,  
con una delegazione di 71 atleti, di cui 3 donne, impegnati in 10 discipline,
aggiudicandosi 1 medaglia di bronzo.

## Medagliere
| Medaglia | Atleta                             | Sport | Evento |
| -------- | ---------------------------------- | ----- | ------ |
| Bronzo   | Francisco de Andrade Joaquim Fiúza | Vela  | Star   |

## Risultati

### Pallanuoto
| Atleta | Classifica |                       |
| --- | --- | --------------------- |
| V · D · M Nazionale maschile portoghese di pallanuoto · Giochi olimpici - Helsinki 1952 Couto • Moutinho • Alves • do Vale • Basto Jr. • Madeira • Barbeiro • Cabral • Correia • Patrone • Surgey · CT : - | 20° |                       |
| Nazionale maschile portoghese di pallanuoto · Giochi olimpici - Helsinki 1952 | |                       |
| Couto • Moutinho • Alves • do Vale • Basto Jr. • Madeira • Barbeiro • Cabral • Correia • Patrone • Surgey · CT: -                                                                                          | Couto • Moutinho • Alves • do Vale • Basto Jr. • Madeira • Barbeiro • Cabral • Correia • Patrone • Surgey · CT: - | Portogallo (bandiera) |